# بويفرند
«بويفرند»(بالإنجليزية: "Boyfriend") هي أغنية للمغنية الأمريكية سيلينا غوميز، وهي ضمن اغاني نسخة الإصدار الفاخر من ألبومها الاستوديو الثالث رير (2020). تم إصدار الأغنية كأول أغنية من نسخة الإصدار الفاخر في 9 أبريل 2020.

## خلفية
كتب غوميز كلمات أغنية «بويفرند» بعد إجراء محادثة نصية مع الكاتبة المشاركة للأغنية جوليا مايكلز، حيث كتب غوميز «أريد حبيبًا» ("I want a boyfriend")، والذي كان العنوان الأصلي للأغنية. كشفت غوميز عن الأغنية لأول مرة في مقابلة على برنامج برنامج الليلة بطولة جيمي فالون في 14 يناير 2020، حيث قالت ان لديها أغنية لم يتم إصدارها من ألبوم رير. أعلنت لاحقًا أن الأغنية ستكون في نسخة الإصدار الفاخر من ألبوم رير في 6 أبريل 2020. في اليوم التالي، قامت بنشر جزء من كلمات الأغنية «هناك فرق بين ما أريده وما أحتاجه. في بعض الليالي أريد فقط [شخص] أكثر مني» على وسائل التواصل الاجتماعي. تكلمت غوميز عن الأغنية قائلة:
يعرف الكثير منكم كم كنت متحمسة لإصدار أغنية بعنوان «بويفرند». إنها أغنية مرحة عن السقوط والعودة مرة تلو الأخرى في الحب، ولكن أيضًا يجب ان تعلم أنك لست بحاجة إلى أي شخص آخر غير نفسك لتكون سعيدًا. لقد كتبنا الأغنية قبل وقت طويل من أزمتنا الحالية، ولكن في سياق اليوم، أريد أن أوضح أن الحبيب ليس شيئًا في قائمة أولوياتي. تمامًا مثل بقية العالم، أنا أصلي من أجل السلامة والوحدة والتعافي خلال هذا الوباء.

## التأليف
تتميز الأغنية بإيقاع هاوس مع إيقاع إلكيتروبوب

## الفيديو الموسيقى
تم عرض الفيديو الموسيقي الرسمي لأول مرة على اليوتيوب في 10 أبريل 2020. ويظهر الفيديو لقاء غوميز بالعديد من الأولاد في اختيار من سيكون حبيبها الجديد، لكنها تدرك أن الأولاد غير مخلصين. ومن ثم، تستخدم غوميز عطرًا سحريًا يحول الأولاد إلى ضفادع ثم تضعهم في قفص صغير وتأخذ الأولاد الذين تحولوا إلى ضفادع معها إلى السيارة. الفيديو موسيقى من إخراج ماتي بيكوك. تم ترشيح الفيديو لأفضل إخراج فني في حفل توزيع جوائز إم تي في الأغاني المصورة لعام 2020.

### نسخة الدمية
صدر فيديو موسيقي لدمية للأغنية، من إخراج معجب، في 29 أبريل 2020.